# Berlinale 2011
La Berlinale 2011 est le 61e festival du film de Berlin ; elle s'est déroulée du 10 février 2011 au 20 février 2011.

## Sélections

### Compétition
La sélection officielle en compétition se compose de 16 films.
| Date de présentation | Titre                             | Titre original             | Réalisation        | Pays                                |
| -------------------- | --------------------------------- | -------------------------- | ------------------ | ----------------------------------- |
| vendredi 11 février  | El premio                         | NC                         | Paula Markovitch   | Mexique, France, Pologne, Allemagne |
| vendredi 11 février  | Margin Call                       | NC                         | J. C. Chandor      | États-Unis                          |
| samedi 12 février    | La Maladie du sommeil             | Schlafkrankheit            | Ulrich Köhler      | Allemagne, France, Pays-Bas         |
| samedi 12 février    | Yelling to the Sky                | NC                         | Victoria Mahoney   | États-Unis                          |
| dimanche 13 février  | Les Contes de la nuit             | NC                         | Michel Ocelot      | France                              |
| lundi 14 février     | Ennemis jurés                     | Coriolanus                 | Ralph Fiennes      | Royaume-Uni, Serbie                 |
| lundi 14 février     | Un samedi presque parfait         | V Subottu                  | Alexandre Mindadze | Russie, Allemagne, Ukraine          |
| mardi 15 février     | Le Cheval de Turin                | A Torinói ló               | Béla Tarr          | Hongrie, France, Allemagne, Suisse  |
| mardi 15 février     | Une séparation                    | Jodaeiye Nader az Simin    | Asghar Farhadi     | Iran                                |
| mardi 15 février     | The Future                        | NC                         | Miranda July       | États-Unis, Allemagne               |
| mercredi 16 février  | Our Grand Despair                 | Bizim Büyük Çaresizliğimiz | Seyfi Teoman       | Turquie, Allemagne, Pays-Bas        |
| mercredi 16 février  | Un mundo misterioso               | NC                         | Rodrigo Moreno     | Argentine, Allemagne, Uruguay       |
| jeudi 17 février     | Lipstikka                         | NC                         | Jonathan Sagall    | Israël, Royaume-Uni                 |
| jeudi 17 février     | Saranghanda, saranghaji ahnneunda | NC                         | Lee Yoon-ki        | Corée du Sud                        |
| jeudi 17 février     | Qui, à part nous                  | Wer wenn nicht wir         | Andres Veiel       | Allemagne                           |
| vendredi 18 février  | The Forgiveness of Blood          | NC                         | Joshua Marston     | États-Unis                          |

### Hors compétition
6 films sont présentés hors compétition.
| Titre                        | Titre original                     | Réalisation         | Pays                             |
| ---------------------------- | ---------------------------------- | ------------------- | -------------------------------- |
| Almanya                      | Almanya: Willkommen in Deutschland | Yasemin Samdereli   | Allemagne                        |
| Les Femmes du 6e étage       | NC                                 | Philippe Le Guay    | France                           |
| My Best Enemy                | Mein bester Feind                  | Wolfgang Murnberger | Autriche et Luxembourg           |
| Pina                         | NC                                 | Wim Wenders         | Allemagne et France              |
| True Grit (film d'ouverture) | NC                                 | Joel et Ethan Coen  | États-Unis                       |
| Sans identité                | Unknown                            | Jaume Collet-Serra  | Allemagne, Royaume-Uni et France |

### Forum
| Titre                                               | Titre original                                     | Réalisation                         | Pays                                                 |
| --------------------------------------------------- | -------------------------------------------------- | ----------------------------------- | ---------------------------------------------------- |
| Amnesty                                             | NC                                                 | Bujar Alimani                       | Albanie, Grèce et France                             |
| Looking for Simon                                   | Auf der Suche                                      | Jan Krüger                          | Allemagne et France                                  |
| Absent                                              | Ausente                                            | Marco Berger                        | Argentine                                            |
| The Ballad of Genesis and Lady Jaye                 | NC                                                 | Marie Losier                        | États-Unis et France                                 |
| Brownian Movement                                   | NC                                                 | Nanouk Leopold                      | Pays-Bas, Allemagne et Belgique                      |
| Cheonggyecheon Medley: A Dream of Iron              | NC                                                 | Kelvin Kyung Kun Park               | Corée du Sud                                         |
| Day Is Done                                         | NC                                                 | Thomas Imbach                       | Suisse                                               |
| The House                                           | Dom                                                | Zuzana Liová                        | Slovaquie et République tchèque                      |
| E-Love                                              | NC                                                 | Anne Villacèque                     | France                                               |
| An Angel in Doel                                    | De Engel van Doel                                  | Tom Fassaert                        | Pays-Bas et Belgique                                 |
| Familiar Ground                                     | En terrains connus                                 | Stéphane Lafleur                    | Canada                                               |
| FIT                                                 | NC                                                 | Hiromasa Hirosue                    | Japon                                                |
| Follow Me                                           | Folge mir                                          | Johannes Hammel                     | Autriche                                             |
| Ways of the Sea                                     | Halaw                                              | Sheron Dayoc                        | Philippines                                          |
| Heaven's Story                                      | NC                                                 | Takahisa Zeze                       | Japon                                                |
| Hi-So                                               | NC                                                 | Aditya Assarat                      | Thaïlande                                            |
| Self Referential Traverse: Zeitgeist and Engagement | Jagadangchak: shidaejeongshin kwa hyeonshilchamyeo | Kim Sun                             | Corée du Sud                                         |
| Household X                                         | Kazoku X                                           | Kōki Yoshida                        | Japon                                                |
| Late Autumn                                         | Man chu                                            | Kim Tae-Yong                        | Corée du Sud, Hong Kong, Chine et États-Unis         |
| Made in Poland                                      | NC                                                 | Przemysław Wojcieszek               | Pologne                                              |
| Les Mains libres                                    |                                                    | Brigitte Sy                         | France                                               |
| The Young Butler                                    | El mocito                                          | Marcela Said et Jean de Certeau     | Chili                                                |
| Matchmaking Mayor                                   | Nesvatbov                                          | Erika Hníková                       | République tchèque                                   |
| Idleness                                            | Ocio                                               | Alejandro Lingenti et Juan Villegas | Argentine                                            |
| Eighty Letters                                      | Osmdesát dopisů                                    | Václav Kadrnka                      | République tchèque                                   |
| The Kite                                            | Patang                                             | Prashant Bhargava                   | Inde et États-Unis                                   |
| The Terrorists                                      | Poor kor karn rai                                  | Thunska Pansittivorakul             | Allemagne et Thaïlande                               |
| The Residents                                       | Os residentes                                      | Tiago Mata Machado                  | Brésil                                               |
| Good Morning to the World!!                         | Sekai Good Morning!!                               | Satoru Hirohara                     | Japon                                                |
| Silver Bullets/Art History                          | NC                                                 | Joe Swanberg                        | États-Unis                                           |
| State of Violence                                   | NC                                                 | Khalo Matabane                      | Afrique du Sud et France                             |
| Submarine                                           | NC                                                 | Richard Ayoade                      | Royaume-Uni                                          |
| Swans                                               | NC                                                 | Hugo Vieira da Silva                | Allemagne et Portugal                                |
| Take Shelter                                        | NC                                                 | Jeff Nichols                        | États-Unis                                           |
| Territoire perdu                                    | NC                                                 | Pierre-Yves Vandeweerd              | France et Belgique                                   |
| Kabul Dream Factory                                 | Traumfabrik Kabul                                  | Sebastian Heidinger                 | Allemagne et Afghanistan                             |
| Under Control                                       | Unter Kontrolle                                    | Volker Sattel                       | Allemagne                                            |
| Utopians                                            | NC                                                 | Zbigniew Bzymek                     | États-Unis                                           |
| Viva Riva!                                          | NC                                                 | Djo Tunda wa Munga                  | République démocratique du Congo, France et Belgique |

## Jury

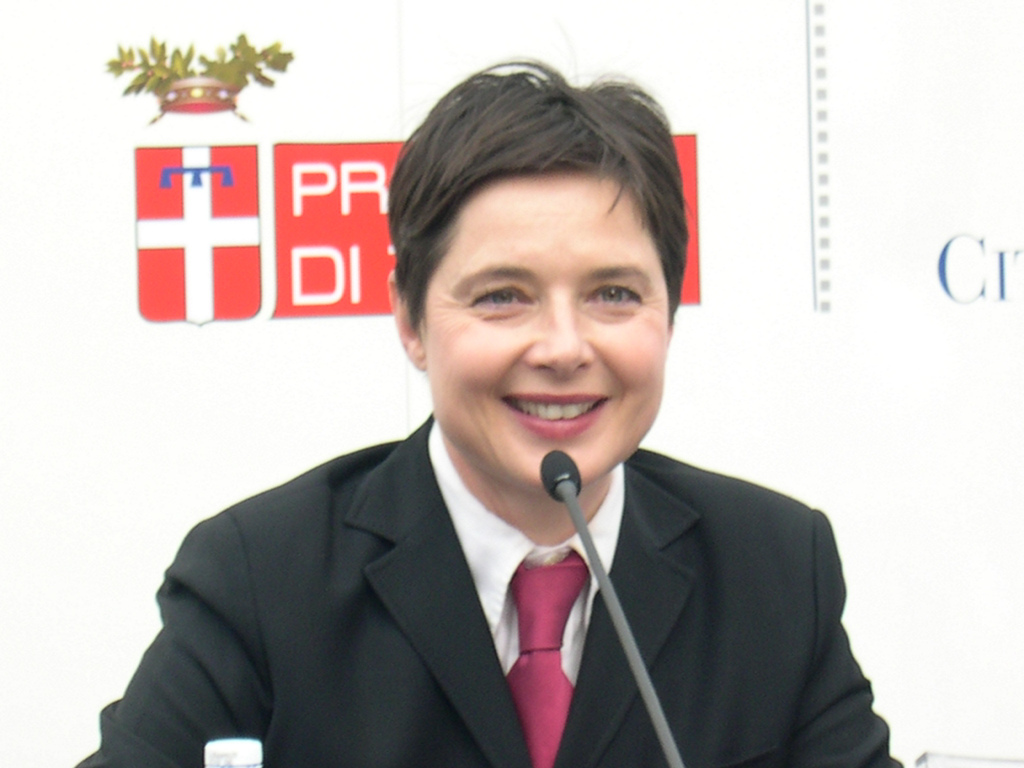
Isabella Rossellini, présidente du jury de la Berlinale 2011

### Jury international
| Nom                                      | Qualité             | Nationalité       |
| ---------------------------------------- | ------------------- | ----------------- |
| Isabella Rossellini (présidente du jury) | actrice             | Italie États-Unis |
| Nina Hoss                                | actrice             | Allemagne         |
| Aamir Khan                               | acteur              | Inde              |
| Guy Maddin                               | réalisateur, acteur | Canada            |
| Jan Chapman                              | productrice         | Australie         |
| Sandy Powell                             | costumière          | Royaume-Uni       |
| Jafar Panahi (à titre honorifique)       | réalisateur         | Iran              |

### Jury du meilleur premier film
| Nom               | Qualité      | Nationalité |
| ----------------- | ------------ | ----------- |
| Bettina Brokemper | productrice  | Allemagne   |
| Assaf Gavron      | écrivain     | Israël      |
| Michèle Ohayon    | réalisatrice | Maroc       |

## Palmarès
| Prix                                                  | Attribué à                                                                            | Film                     |
| ----------------------------------------------------- | ------------------------------------------------------------------------------------- | ------------------------ |
| Ours d'or du meilleur film                            | Asghar Farhadi                                                                        | Une séparation           |
| Ours d'argent (Grand prix du jury)                    | Béla Tarr                                                                             | Le Cheval de Turin       |
| Ours d'argent du meilleur réalisateur                 | Ulrich Köhler                                                                         | La Maladie du sommeil    |
| Ours d'argent de la meilleure actrice                 | Toutes les comédiennes                                                                | Une séparation           |
| Ours d'argent du meilleur acteur                      | Tous les comédiens                                                                    | Une séparation           |
| Ours d'argent du meilleur scénario                    | Joshua Marston et Andamion Murataj                                                    | The Forgiveness of Blood |
| Ours d'argent de la meilleure contribution artistique | Wojciech Staron (directeur de la photographie) et Barbara Enriquez (chef décoratrice) | The Prize                |
| Prix Alfred-Bauer                                     | Andres Veiel                                                                          | Qui, à part nous         |

### Prix honorifiques du festival
| Prix                   | Attribué à                                                             | Observations |
| ---------------------- | ---------------------------------------------------------------------- | --- |
| Ours d'or d'honneur    | Armin Mueller-Stahl                                                    | Acteur |
| Caméra de la Berlinale | Lia van Leer Jérôme Clément Franz et Rosemarie Stadler Harry Belafonte | Réalisatrice israélienne Fondateur d'ARTE français Propriétaires de cinéma d'art et d'essai allemands Acteur et chanteur américain |

### Prix FIPRESCI
| Section     | Attribué à    | Pays                          |
| ----------- | ------------- | ----------------------------- |
| Compétition | Béla Tarr     | Le Cheval de Turin            |
| Panorama    | Angelo Cianci | Dernier étage, gauche, gauche |
| Forum       | Takahisa Zeze | Heaven's Story                |

### Jury du meilleur premier film
| Prix                          | Attribué à                           | Pays       |
| ----------------------------- | ------------------------------------ | ---------- |
| Prix du meilleur premier film | On the Ice de Andrew Okpeaha MacLean | États-Unis |